# Атменське повстання
Атменське повстання (чув. Этмен вăрçи) — селянське повстання початку XX століття в Ядринському повіті Казанської губернії Російської імперії (нині територія Аліковського району сучасної автономної республіки Чувашії РФ).

## Історія
З ініціативи Столипіна у листопаді 1906 року російський уряд видав указ із землекористування. Це стало початком аграрної реформи. Кожен землероб міг розпоряджатися своєю часткою землі в общині: залишитися на колишньому місці, виділитися на хутір, продати свій наділ.
Навесні 1913 року в Ядрінському повіті в Шуматовській общині (42 селища) ухвалили рішення «приватизувати» громадську землю. Більшість селян не погодилися з поділом власності, що і стало початком Атменівського селянського повстання. Виступ був придушений владою.